# Renewi Tour
Renewi Tour (tidigare Eneco Tour, BinckBank Tour och Benelux Tour) är en årlig cykeltävling som hålls i Benelux-regionen i augusti sedan 2005. Tävlingen är en del av UCI World Tour.
Fram till och med 2016 hette tävlingen Eneco Tour (efter huvudsponsorn, energibolaget Eneco Energie). Mellan 2017 och 2020 hette tävlingen BinckBank Tour (från tävlingens huvudsponsor, BinckBank). 2021 hette tävlingen Benelux Tour och 2022 arrangerades ingen tävling. 2023 bytte tävlingen namn till Renewi Tour efter sponsorn Renewi.
Antalet etapper var fram till och med 2019 sju (plus en prolog till och med 2011), 2020 fem, 2021 återigen sju och sedan 2023 fem. En (2020 två) av etapperna är ett individuellt tempolopp och 2012 och 2016 var dessutom en av etapperna ett lagtempo. De som har vunnit flest etapper av tävlingen är belgaren Tom Boonen (3 st 2006, 2 st 2008, 1 st 2009 och 1 st 2015) och tysken André Greipel (1 st 2008, 2 st 2010, 2 st 2011, 1 st 2013 och 1 st 2015) som totalt har sju etappvinster vardera.
Tävlingen skall inte blandas samman med E3 BinckBank Classic som är ett belgiskt endagslopp i mars (tidigare E3 Harelbeke).

## Historia
Ronde van Nederland (Nederländerna runt) var en cykeltävling i Nederländerna som startade 1948 och blev årlig 1975. När Union Cycliste Internationale (UCI) införde UCI Pro Tour år 2005 genomgick den nederländska tävlingen stora förändringar och blev en ny cykeltävling, Eneco Tour.
Sedan starten 2005 var Eneco Tour med i UCI Pro Tour. Denna Pro Tour lades dock ned 2010. 2009 och 2010 var tävlingen även med i UCI World Ranking. 2011 bytte UCI World Ranking namn till UCI World Tour, men Benelux Tour är fortfarande en del av touren.

## Vinnare
| №  | År   | Totalsegrare               | Poängpristävlingen         | Bergspristävlingen          | Ungdomspristävlingen       | Lagtävling              |
| -- | ---- | -------------------------- | -------------------------- | --------------------------- | -------------------------- | ----------------------- |
| 1  | 2005 | Bobby Julich (USA)         | Allan Davis (AUS)          | Christian Vande Velde (USA) | Thomas Dekker (NED)        | Liberty Seguros–Würth   |
| 2  | 2006 | Stefan Schumacher (GER)    | Simone Cadamuro (ITA)      | 0                           | Stefan Schumacher (GER)    | Liquigas                |
| 3  | 2007 | Iván Gutiérrez (ESP)       | Mark Cavendish (GBR)       | Martin Pedersen (DEN)       | 0                          | Quick-Step–Innergetic   |
| 4  | 2008 | Iván Gutiérrez (ESP)       | Jürgen Roelandts (BEL)     | Floris Goesinnen (NED)      | 0                          | Team Columbia           |
| 5  | 2009 | Edvald Boasson Hagen (NOR) | Edvald Boasson Hagen (NOR) | 0                           | 0                          | Rabobank                |
| 6  | 2010 | Tony Martin (GER)          | Edvald Boasson Hagen (NOR) | 0                           | Tony Martin (GER)          | Rabobank                |
| 7  | 2011 | Edvald Boasson Hagen (NOR) | Edvald Boasson Hagen (NOR) | 0                           | Edvald Boasson Hagen (NOR) | Team RadioShack         |
| 8  | 2012 | Lars Boom (NED)            | Giacomo Nizzolo (ITA)      | 0                           | 0                          | Omega Pharma–Quick-Step |
| 9  | 2013 | Zdeněk Štybar (CZE)        | Lars Boom (NED)            | 0                           | 0                          | Omega Pharma–Quick-Step |
| 10 | 2014 | Tim Wellens (BEL)          | Tom Dumoulin (NED)         | 0                           | 0                          | Garmin–Sharp            |
| 11 | 2015 | Tim Wellens (BEL)          | André Greipel (GER)        | 0                           | 0                          | Lotto–Soudal            |
| 12 | 2016 | Niki Terpstra (NED)        | Peter Sagan (SVK)          | 0                           | 0                          | Etixx–Quick-Step        |
| 13 | 2017 | Tom Dumoulin (NED)         | Peter Sagan (SVK)          | 0                           | 0                          | Trek–Segafredo          |
| 14 | 2018 | Matej Mohorič (SLO)        | Zdeněk Štybar (CZE)        | 0                           | 0                          | Quick-Step Floors       |
| 15 | 2019 | Laurens De Plus (BEL)      | Sam Bennett (IRL)          | 0                           | 0                          | Team Sunweb             |
| 16 | 2020 | Mathieu van der Poel (NED) | Mads Pedersen (DEN)        | 0                           | 0                          | Alpecin-Fenix           |
| 17 | 2021 | Sonny Colbrelli (ITA)      | Danny van Poppel (NED)     | 0                           | 0                          | Team Bahrain Victorious |
| 18 | 2023 | Tim Wellens (BEL)          | Arnaud De Lie (BEL)        | 0                           | Arnaud De Lie (BEL)        | UAE Team Emirates       |
| 19 | 2024 | Tim Wellens (BEL)          | Jasper Philipsen (BEL)     | 0                           | Alec Segaert (BEL)         | Visma–Lease a Bike      |